# Jurij Vasziljevics Bondarev
Jurij Vasziljevics Bondarev, oroszul: Юрий Васильевич Бондарев (Orszk, 1924. március 15. – Moszkva, 2020. március 29.) szovjet-orosz író, forgatókönyvíró.

## Életútja
Tüzértisztként vett részt a második világháborúban 1951-ben fejezte be tanulmányait a Makszim Gorkij Irodalmi Intézetben. 1953-ban jelent meg első műve. Több művéből film is készült, melyeknek sokszor ő volt a forgatókönyvírója is. Az 1969–70-ben forgatott Felszabadítás című filmsorozat az egyik legismertebb ezek közül. Számos regénye magyarul is megjelent.
1984 és 1989 között a Szovjetunió Legfelsőbb Tanácsának a tagja volt. Az 1990-es évek elején részt vett a Nemzeti Megmentési Front vezetésében Borisz Jelcin reformjai ellen.

## Díjai, elismerései
- Bátorságért érdemérem (1943, 1944)
- Méltóság érdemrendje (1967)
- Lenin-rend (1971, 1984)
- Lenin-díj (1972)
- A Munka Vörös Zászló Érdemrendje (1974)
- A Szovjetunió Állami Díja (1977, 1983)
- Októberi Forradalom érdemrend (1981)
- Szocialista Munka Hőse (1984)
- Honvédő Háború Érdemrend I. fokozata (1985)

## Művei
- Юность командиров (1956)
- Батальоны просят огня (1957)
- Последние залпы (1959)
  - Az utolsó ágyúlövések (1961, ford. Elbert János, illusztrálta Kepes Erzsébet)
- Тишина (1962)
  - Csend (1963, ford. Szőllősy Klára)
- Двое (1964)
  - Ketten (1966, ford. Szőllősy Klára)
- Родственники (1969)
- Горячий снег (1969)
  - Égő hó (1972, ford. Árvay János)
- Берег (1975)
  - A part (1977, ford. Szoboszlai Margit)
- Выбор (1980)
  - Választás (1982, ford. Soproni András)
- Игра (1985)
  - Játék (1986, ford. Soproni András)
- Искушение (1991)
- Непротивление (1996)
- Бермудский треугольник (1999)
- Без милосердия (2004)

### Magyarul megjelent művei
- Az utolsó ágyúlövések; ford. Elbert János, illusztrálta Kepes Erzsébet; Magvető, Budapest, 1961
- Csend; ford. Szőllősy Klára; Európa, Budapest, 1963; Szépirodalmi, Budapest, 1964
- Ketten; ford. Szőllősy Klára; Európa, Budapest, 1966
- Égő hó; ford. Árvay János; Európa, Budapest, 1972, 1976
- A part; ford. Szoboszlai Margit; Európa, Budapest, 1977; Szépirodalmi, Budapest, 1980
- Választás; ford. Soproni András; Magvető, Budapest, 1982
- Játék; ford. Soproni András; Magvető–Kárpáti, Budapest–Uzsgorod, 1986

### Forgatókönyvek
- Az utolsó össztűz (Последние залпы) (1961)
- 49 nap (49 дней) (1962)
- Csend (Тишина) (1964)
- Felszabadítás (Освобождение)  (1970–1971)
  - Lángoló ív (Огненная дуга) (1970)
  - Áttörés (Прорыв) (1970)
  - A főcsapás iránya (Направление главного удара) (1971)
  - Harc Berlinért (Битва за Берлин) (1971)
  - Az utolsó roham (Последний штурм) (1971)
- Égő hó (Горячий снег) (1972)
- The Great Battle (1973)
- Простите нас (1979)
- Вот опят окно (1982, tv-film)
- A part (Берег) (1984)
- A tisztek csatája (Батальоны просят огня) (1985, tv-film)
- Выбор (1980)
- Тишина (1992, tv-film)